# Cleistes monantha
Cleistes monantha,  es una especies   de orquídea de hábitos terrestres. Tiene hojas alternas y flores grandes que se abren sucesivamente, tiene raíces tuberosas delicadas, y se encuentra en el  sudeste de Brasil.

## Taxonomía
Cleistes monantha fue descrita por (Barb.Rodr.) Schltr. y publicado en Archivos de Botânica do São Paulo 1: 179, en el año 1926.
Etimología
Cleistes: nombre genérico que viene del griego kleistos = "cerrado", en referencia a sus  flores que apenas están abiertas.
monantha: epíteto latíno que significa "flor única". 
Sinonimia
- Pogonia monantha Barb.Rodr. basónimo[3]